# Мадьяров, Нафик Ахмадиевич
Нафик Ахмадиевич (Ахмиевич) Мадьяров (род. 1 августа 1956, Байкал, Татарская АССР) — советский самбист, бронзовый призёр чемпионата СССР по самбо, мастер спорта СССР международного класса. В 1975—1983 годах — член сборной СССР по самбо.

## Спортивные результаты
- Чемпионат СССР по самбо 1982 года — ;

## Семья
Отец — участник Великой Отечественной войны. Нафик является представителем династии самбистов Мадьяровых, пятым из шести братьев:
- Мадьяров, Накип Ахмадиевич — призёр чемпионатов СССР, обладатель Кубка СССР, призёр чемпионата Европы, мастер спорта СССР международного класса.
- Мадьяров, Рашид Ахмадиевич — призёр чемпионатов и Кубка СССР, мастер спорта по самбо.
- Мадьяров, Рафик Ахмадиевич — чемпион СССР, призёр чемпионата мира, мастер спорта СССР международного класса по самбо, судья международной категории, президент Фонда физкультуры и спорта, вице-президент Федерации самбо Республики Татарстан.
- Мадьяров, Фарид Ахмадиевич — мастер спорта СССР по самбо и дзюдо, мастер спорта России международного класса по дзюдо, Заслуженный тренер России, Заслуженный работник физической культуры Республики Татарстан, тренер сборной СССР по самбо.
- Мадьяров, Фарих Ахмадиевич — чемпион СССР, мастер спорта и тренер по самбо.